# Chi Limited
Chi Limited, est une entreprise de biens de consommation fondée en 1980 spécialisée dans les produits laitiers, les boissons et les collations. Le siège social de la société est situé à Lagos, au Nigeria, et appartient majoritairement à la Coca-Cola Company.
La principale usine de fabrication de Chi Limited est située à Lagos. Les produits phares de la société sont Chivita et Capri-sonne e dont elle détient la licence nigériane.

## Historique
L'entreprise est créée par l'entrepreneur néerlandais Cornelis Vink en 1980 au Nigéria et commence son activité en mars. La société est achetée par le conglomérat Tropical General Investment (TGI) qui possède divers intérêts dans les secteurs de l'alimentation, de la santé, de l'agriculture, de l'ingénierie et d'autres industries. La société commence la distribution de Capri-Sonne en 1982.
En 1990, la société lance sa propre marque de jus de fruit CHI, à l'origine vendue en canettes, puis commercialisée en Tetra Pak à partir de 1997.
En 1996, l'entreprise se lance sur le marché des jus à saveur orange nommé Chivita et, comme la marque CHI, il était à l'origine vendu en canettes jusqu'en 1997. CHI Limited est l'un des pionniers dans l'utilisation des emballages Tetra Pak utiliser aussi pour son produit laitier, Hollandia.
La société a ensuite lancé trois nouvelles saveurs : ananas, mangue et pomme et en 1999, elle a introduit des mélanges d'orange et d'ananas.
Le 30 janvier 2016, la Coca-Cola Company annonce une prise de participation minoritaire de 40% dans Chi Limited et son intention d'augmenter la participation à 100% sous trois ans et des approbations réglementaires.
Le 30 janvier 2019, la Coca-Cola Company annonce qu'elle détient désormais 100 % de CHI Limited, après l'acquisition des 40 % qu'elle ne détenait pas auprès de Tropical General Investment.